# Guérilla fedayin du peuple iranien
 (août 2017).

Emblème de l'Organisation des guérillas des fedayin du peuple iranien, reprise par la guérilla fedayin.

La Guérilla Fedayin du peuple iranien (en persan : چريک‌های فدایی خلق ایران, l'IPFG) est une organisation de guérilla marxiste-léniniste en Iran. 

## Histoire

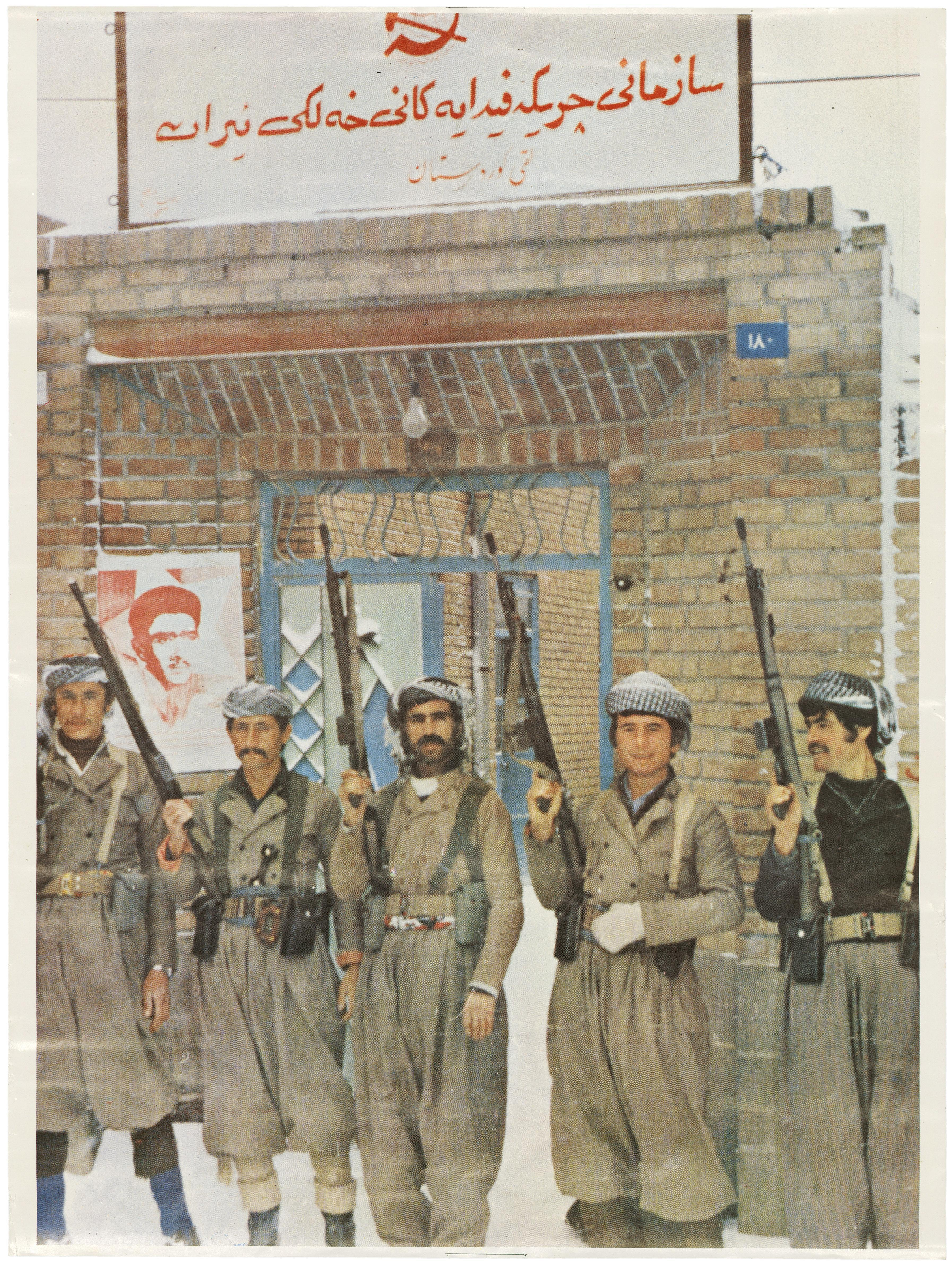
Cinq fidayens kurdes posent avec leur fusil (1982).

Le Groupe fut fondé en 1979, après qu'Ashraf Dehghani ait quitté l'Organisation des guérillas des fedayin du peuple iranien (OIPFG). Ashraf Deghani accusa l'OIFPG d'avoir cessé la lutte armée. 
Après la Révolution Islamique de 1979, les fedayin du peuple se séparent dans 19 groupes plus petits, dont la guérilla fedayin du peuple iranien, les plus grands groupes et les plus connus étant l'Organisation des fedayin (aghaliat) et l'Organisation des Fedayin du peuple iranien (majorité) (OFPI (M) - aksariat), la majorité ayant pris ses distances avec la lutte armée, s'étant réassigné au réformisme, alors qu'une minorité continua la lutte révolutionnaire.

## Liens
- Traditionnelle Fedayin
- Groupe Stalinien des Fedajin
- Groupe Howijat des Fedajin
- Groupe Fedajin Majorité
- Le Groupe Communiste De L'Union Fedayin
- Groupe Union Fedayin
- Ashraf Deghani